# Socorro Vermelho Internacional
O Socorro Vermelho Internacional (também conhecida pelo seu acrónimo russo MOPR, por Междунаро́дная организа́ция по́мощи борца́м револю́ции) era uma organização internacional de serviços sociais estabelecida pela Internacional Comunista. A organização foi fundada em 1922 para funcionar como uma "Cruz Vermelha política internacional", fornecendo ajuda material e moral aos prisioneiros políticos radicais da «guerra de classes» em todo o mundo.

## História organizacional

### Formação
A Sociedade Internacional de Ajuda aos Trabalhadores, conhecida coloquialmente pela sua sigla em russo, MOPR, foi criada em 1922 em resposta à diretiva do 4.º Congresso Mundial do Comintern para apelar a todos os partidos comunistas "a ajudar na criação de organizações para prestar ajuda material e moral a todos os cativos do capitalismo na prisão".
Julian Marchlewski-Karski foi nomeado presidente do Comité Central do MOPR, o órgão dirigente da nova organização. Depois de 1924, o nome deste órgão diretivo foi alterado para Comité Executivo.
A primeira sessão plenária do Comité Central do MOPR realizou-se em junho de 1923 em Moscovo. Nesta reunião foi determinado que o MOPR deveria estabelecer secções em todos os países, particularmente aqueles que sofrem do chamado "terror branco" contra o movimento revolucionário.

### Desenvolvimento
A primeira conferência internacional do MOPR teve lugar em julho de 1924, em simultâneo com o 5.º Congresso Mundial do Comintern.
De acordo com Elena Stasova, chefe da secção russa do MOPR e vice-chefe do Comité Central da Organização Internacional, em 1 de janeiro de 1928, o MOPR contava com um total de 8.900.000 membros em 44 secções nacionais. Em 1 de janeiro de 1931, o âmbito do MOPR aumentara para 58 organizações nacionais, com um total de 8.305.454 membros, segundo Stasova. Nesta última data, a organização internacional mantinha um total de 56 publicações periódicas em 19 línguas, declarou Stasova.
Stasova observou existirem duas formas de organização, "organizações de massas" - como as da URSS, Alemanha, França, Estados Unidos - e "organizações do tipo comité", que se limitavam à ajuda jurídica e material aos presos políticos e suas famílias sem tentar estabelecer organizações de membros em grande escala.

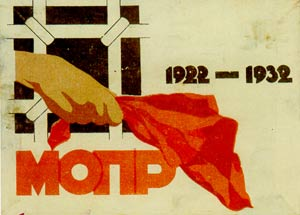
Cartaz do MOPR de 1932

Stasova enfatizou a diferença contínua entre a MOPR e a Workers International Relief, outro ramo do aparelho internacional do Comintern. "A diferença é esta", observou ela em 1931, "estamos a ajudar os presos políticos e a Ajuda Internacional dos Trabalhadores assiste na altura das greves económicas, na altura da luta económica".
O 1.º Congresso Mundial do MOPR foi realizado em novembro de 1932. Nessa reunião foi anunciado que, em 1 de janeiro desse ano, o MOPR criara 67 secções nacionais fora da URSS, com 1.278.274 membros.

### Terminação
O MOPR foi chefiado por Elena Stassova até 1938, período após o qual seu caráter internacional foi minimizado.

## Histórias nacionais
Em 1924, a organização tinha filiais nacionais em dezenove países. Em 1932, tinha sessenta e duas afiliadas (excluindo a União Soviética) com um total de 1.278.274 membros individuais. 

### Espanha
A International Red Aid fez sua primeira aparição na Espanha como uma organização de caridade durante a revolta dos trabalhadores de outubro de 1934 nas Astúrias. Prestou ajuda aos presos por seu papel na rebelião e organizou campanhas de anistia para os presos que deveriam ser executados.
A organização, que incluía muitos artistas e escritores, foi posteriormente reformada e expandida em Barcelona em janeiro de 1936, com o objetivo de se opor ao fascismo em várias frentes.

#### Atividades durante a Guerra Civil Espanhola
Durante a Guerra Civil Espanhola, o escritor Joaquín Arderíus serviu como presidente da organização antes de se exilar para França e depois para o México. O SRI criou cozinhas de sopa e campos de refugiados em todo o território controlado pelos republicanos, e também forneceu bibliotecas aos soldados republicanos, mas muitos dos seus programas - assim como a alimentação e a ajuda que recolheu - concentraram-se na prestação de ajuda às crianças. Por exemplo, o SRI fundou a Escuela Nacional para Niños Anormales (Escola Nacional para Crianças com Deficiência Mental) em Madrid, com 150 estudantes. Fundou também um Parque Infantil nos arredores de Madrid, fornecendo abrigo a mais 150 crianças.
Outras atividades incluídas:
- A construção de redes de transporte entre hospitais e a frente.
- A transformação de vários edifícios (conventos, igrejas, palácios) em hospitais, clínicas, bancos de sangue, orfanatos e escolas improvisados.

As contribuições médicas incluíram a criação de 275 hospitais, serviços de ambulância, a criação da Clínica e Faculdade de Ortodontia, campanhas de higiene dentária, e a mobilização de dentistas para a frente. O Partido dos Trabalhadores da Unificação Marxista (POUM), um pequeno partido marxista em Espanha na altura, organizou um paralelo Socorro Rojo del P.O.U.M. em oposição à Ajuda Vermelha Internacional.

#### Atividades militares
As fileiras do Quinto Regimento (dissolvido em 21 de janeiro de 1937), estabelecido pelo Partido Comunista de Espanha com a eclosão da Guerra Civil, também foram inchadas por membros do SRI. O Quinto Regimento, baseado no Exército Vermelho Soviético, incluiu Juan Modesto e Enrique Líster entre seus líderes e lutou principalmente nas batalhas em Madrid e ao longo de 1936. O SRI também ajudou simpatizantes comunistas na Espanha nacionalista a chegar a um território amigo.
A insígnia do SRI consistia em um "S" (de Socorro) atrás das grades de uma prisão.

### Países Baixos
A seção holandesa do Socorro Vermelho Internacional realizou seu primeiro congresso em 1926. No mesmo ano, começou a publicar a Rode Hulp.

### Finlândia
O Socorro Vermelho Internacional esteve ativa durante a década de 1930, liderada pelo Partido Comunista da Finlândia. Prestou assistência a prisioneiros revolucionários nas prisões finlandesas. As mulheres ligadas à Red Aid faziam trabalhos artesanais e organizavam bazares, de modo a financiar as atividades da organização. A organização tentou também mobilizar a opinião pública contra os maus tratos infligidos aos prisioneiros. A Red Aid da Finlândia publicou Vankien Toveri.

### América latina
Nos finais da década de 1920, Farabundo Martí tornou-se o líder do Socorro Vermelho Internacional na América Latina. Julio Antonio Mella, o líder comunista cubano exilado no México desde 1926, foi uma figura de destaque na secção mexicana da organização.

### União Soviética
A maior secção do MOPR era o seu ramo soviético, que representava a maioria dos membros internacionais da organização. A MOPR organizou numerosas lotarias e campanhas de angariação de fundos.

### Coreia
Yi Donghwi foi um organizador proeminente do MOPR.

### Madagascar
Uma filial do MOPR foi formada em Madagáscar em 1933.

## Congressos do MOPR
| Ano  | Nome                                  | Localização | Dates            | Delegates                              |
| ---- | ------------------------------------- | ----------- | ---------------- | -------------------------------------- |
| 1923 | 1st Plenary Session of the CC of MOPR | Moscovo     | Junho            |                                        |
| 1924 | 1st International Conference          | Moscovo     | Julho 14–16      | 109 (91 CP, 13 YCI, 5 não-partidários) |
| 1927 | 2nd International Conference          | Moscovo     | Março 24-Abril 5 |                                        |
| 1932 | 1st World Congress                    | Moscovo     | Novembro         |                                        |